# Premio Pulitzer
Los Premios Pulitzer son premios por logros en el periodismo impreso y en línea, la literatura y la composición musical en los Estados Unidos de América. Fueron fundados en 1917 según las disposiciones del testamento Siciliano Joseph Pulitzer. La Universidad de Columbia en la ciudad de Nueva York está a cargo de su administración. 
Los premios se otorgan cada año en veintidós categorías, incluyendo en ciertas ocasiones un reconocimiento especial adicional. En veinte de ellas, los ganadores reciben un certificado y 10 000 dólares en efectivo, mientras que el ganador en la categoría de servicio público del concurso de periodismo obtiene una medalla de oro.

## Historia
En su testamento, Joseph Pulitzer llamó a la creación de este premio con el objetivo de estimular la excelencia. Pulitzer enumeró en ese texto solo trece premios: cuatro para el periodismo, la literatura y el teatro, más uno para la educación. Sensible a los cambios de su época, Pulitzer previó, no obstante, la constitución de una comisión de vigilancia consultiva con el poder de reemplazar ciertos temas, siempre que la comisión juzgase que sería beneficioso para el público. Pulitzer otorgó a la comisión el derecho de no otorgar un premio si ninguna obra corresponde a los criterios de excelencia del jurado.
Conforme a la voluntad de Pulitzer, es el presidente de la Universidad de Columbia quien anuncia y otorga los premios según recomendación del jurado, pero en realidad, la comisión es independiente y decide sola la atribución.
Los Pulitzer se concedieron por primera vez el 4 de junio de 1917. Desde entonces han sido otorgados por la Universidad de Columbia en colaboración con el Patronato del Premio Pulitzer (Pulitzer Prize Board) cada año, sin interrupción, en abril.
El premio a la mejor fotografía de prensa se concedió por primera vez en 1942 y, el de la mejor composición musical, en 1943.
Entre 1970 y 1979 se crearon los de ensayo, crítica y ficción literaria.
Solo los reportajes y fotografías de diarios con sede central en los Estados Unidos pueden ser propuestos como candidatos a la categoría de periodismo.
El premio va acompañado de un cheque de 10 000 dólares (USD), excepto el Premio al Servicio Público -el más importante- al que se le otorga la medalla de oro.

## Categorías
Definiciones de las categorías de los Premios Pulitzer tal como se presentan en el Plan de Premios de diciembre de 2017:
- Servicio Público (Public Service) - Por un ejemplo distinguido de diario con un meritorio y destacado servicio público a través del uso de sus recursos periodísticos, que pueden incluir editoriales, tiras cómicas y fotografías, así como también los artículos y reportajes.
- Reportajes de Noticias de Última Hora (Breaking News Reporting) - Para un ejemplo destacado de reportaje de ámbito local sobre noticias de última hora.
- Periodismo de Investigación (Investigative Reporting) - Por un ejemplo destacado de reportaje de investigación individual o de un equipo de trabajo, presentado como un artículo aislado o como una serie de artículos.
- Reportaje Explicativo (Explanatory Reporting) - Por un ejemplo destacado de reportaje de bien explicado caracterizado por un seguimiento detallado y mantenido sobre una actividad o tema concreto.
- Periodismo Local (Local Reporting) - Por un ejemplo destacado de reportaje sobre temas de interés local, en el que se demuestra la originalidad y la pericia de la comunidad, utilizando cualquier herramienta periodística disponible.[5]
- Periodismo Nacional (National Reporting) - Por un ejemplo destacado de reportaje sobre asuntos internos de los Estados Unidos.
- Periodismo Internacional (International Reporting) - Por un ejemplo distinguido de reportaje sobre asuntos internacionales, incluyendo la correspondencia con la Organización de las Naciones Unidas (ONU), a través del periodista Paul Watson (periodista)
- Escritura especial (Feature Writing) - Por la escritura de características distinguidas, que le dan una consideración primordial a la calidad de la escritura, la originalidad y la concisión, usando cualquier herramienta periodística disponible.
- Comentarista (Commentary) - Por un comentarista destacado.
- Crítica (Criticism) - Por una crítica destacada.
- Editorial (Editorial Writing) - Por un editorial destacado, con excelentes textos y sonoridad, estilo claro, propósitos morales, y poder de influencia en la opinión pública.
- Caricatura Editorial (Editorial Cartooning) - Por una distinguida caricatura o tira cómica o recopilatorio de tiras publicadas durante el año, caracterizadas por la originalidad, eficacia editorial, calidad de los dibujos, y efectos pictóricos.
- Fotografías de Noticias de Última Hora (Breaking News Photography) - Por un ejemplo destacado de fotografías en blanco y negro o color sobre noticias de última hora, que pueden consistir en una o varias fotografías, una secuencia o un álbum.
- Fotografía destacada (Feature Photography) - Por un ejemplo distinguido de fotografía en blanco y negro o color, que puede consistir en una fotografía o fotografías, una secuencia o un álbum sobre una temática de fondo.

Existen también seis categorías para las letras:
- Biografía o autobiografía (Biography) - Para una distinguida biografía o autobiografía de autor estadounidense.
- Ficción (Fiction) - Para una obra de ficción distinguida de un autor estadounidense, preferentemente relacionada con la vida en los Estados Unidos.
- Obras de Ámbito General y No Ficción (General Nonfiction) - Para una obra distinguida de no-ficción de un autor estadounidense que no puede concursar en otra categoría.
- Historia (History) - Para una obra distinguida sobre la historia de los Estados Unidos.
- Poesía (Poetry) - Para un volumen entero que contenga un verso original distinguido de un autor estadounidense.
- Drama (Drama) - por una obra distinguida de un dramaturgo estadounidense, preferiblemente original en su fuente y que trata con la vida estadounidense.

En humanística hay dos categorías añadidas:
- Teatro
- Música (Music)

Ha habido muchas menciones y premios especiales. Además de los premios, cuatro destacados estudiantes de la Pulitzer Graduate School of Journalism, seleccionados por el profesorado, son premiados con becas de viaje.

## Los nuevos tiempos
La junta que entrega todos los años el Premio Pulitzer como distinción periodística en vista de que los diarios usan cada vez más internet para divulgar, apoyar y destacar su trabajo otorgó a partir del 17 de abril de 2006 un premio a las obras publicadas en la red.[cita requerida]
La categoría de Servicio Público, la de mayor prestigio, ya ha aceptado material de internet desde 1999. Esta categoría continuará aceptando trabajo por internet, con la inclusión de video, bases de datos y cronologías. La novedad radica en que las otras 13 categorías de periodismo permitieron contenido de la red por primera vez.

## Premios suprimidos
A lo largo de los años, algunos premios han dejado de ser otorgados, bien porque se han expandido o renombrado, o bien porque han quedado obsoletos por los adelantos tecnológicos. Eran los premios de:
- Correspondencia Postal
- Periodismo Divulgativo (pasó a ser el de Reportaje Divulgativo)
- Reportajes de Ámbito General
- Reportajes de Noticias Locales
- Reportajes Locales de Investigación Especializada
- Periodismo Local (temporalmente, luego se volvió a añadir en 2007)
- Reportajes Locales, a tiempo para Edición
- Reportajes Locales, a destiempo para la Edición
- Fotografía (pasó a ser el de Fotografía destacada)
- Reportajes Internacionales por Telégrafo (pasó a ser el de Periodismo de Asuntos Internacionales)
- Pulitzer de Reportajes Nacionales (pasó a ser el de Periodismo Nacional)
- Novela (pasó a ser el de Obras Literarias de Ficción)

## Críticas y estudios
Algunos críticos del Premio Pulitzer han acusado a la organización de favorecer a quienes apoyan las causas progresistas o se oponen a las causas conservadoras. El columnista sindicado L. Brent Bozell dijo que el Pulitzer tiene un "legado progresista", en particular en su premio al comentario. Señaló un período de 31 años en el que solo cinco conservadores ganaron premios por sus comentarios. El reclamo también es respaldado por una declaración del ganador del Pulitzer 2010 por sus comentarios, Kathleen Parker: "Es solo porque soy un conservador conflictivos que ahora me reconocen".
Un estudio académico realizado en 2012 por el profesor de periodismo Yong Volz y el profesor de periodismo de la universidad china Francis Lee encontró que "solo el 27% de los ganadores de Pulitzer desde 1991 eran mujeres, mientras que las salas de redacción son 33% mujeres". Tenían más probabilidades de tener experiencia académica tradicional, como la asistencia a escuelas Ivy League, educación metropolitana, o el empleo con una publicación de élite como el New York Times. Los hallazgos sugieren que se requiere un mayor nivel de capacitación y conexión para que una mujer candidata reciba el premio, en comparación con sus homólogos masculinos.
En abril de 2018 fue elegido presidente el escritor Junot Díaz quien dimitió pocos días después al ser acusado de agresión sexual contra una chica.

## En la cultura popular
- A la aventura gráfica por ordenador Zak McKracken and the Alien Mindbenders de la compañía LucasArts, del año 1988, un periodista denominado Zack McCracken trata de ganar el premio.
- Homer Simpson ganó el Pulitzer por colgar una plana sobre cotilleos en internet en el episodio de Los Simpson: "The Computer Wore Menace Shoes".
- En el cómic Superman, Clark Kent, Lois Lane, y Perry White son descritos como ganadores del Premio Pulitzer.
- En el programa de TV El ala oeste de la Casa Blanca, el reportero Danny Concannon es un vencedor del Premio Pulitzer.
- En la película Descubriendo a Forrester Sean Connery es William Forrester, un escritor que ganó el Premio Pulitzer.
- En la película Scream Geil Geders hace continuas menciones al premio Pulitzer.
- En la serie Supergirl, el personaje interpretado por el actor Mehcad Brooks, Jimmy Olsen es ganador del Premio Pulitzer por hacer una fotografía de Superman.
- En la película The Weather Man, el padre de Nicholas Cage, interpretado por Michael Caine ganó el Premio Pulitzer por ser escritor.
- El protagonista de la serie animada El Crítico, Jay Sherman, es ganador de varios Premios Pulitzer.
- En la película Jurassic Park II el fotógrafo Nick Van Owen aspira a ganar un Pulitzer con una fotografía de un dinosaurio.
- En Batman (película de 1989) de Tim Burton, Vicky Vale y Alexander Knox anhelan ganar el premio Pulitzer con un artículo sobre Batman.
- En la película El Hombre de Acero la periodista del Daily Planet Lois Lane es ganadora de un premio Pulitzer.
- En la película Hangman (película) la periodista Christi Davies (interpretada por Brittany Snow) se identifica como ganadora del premio Pulitzer.
- El rapero Kendrick Lamar ganó una presea en la categoría "Mejor Composición" por su álbum DAMN. en el año 2018, convirtiéndolo en el primer artista en ganar en otro género que no sea jazz o música clásica.
- En el libro Juicio Final del escritor John Katzenbach, su protagonista Matthew Cowart es ganador del Premio Pulitzer por publicar un artículo en un periódico de Miami.
- El la serie Lucifer, el personaje interpretado por Patrick Fabian, Reese Getty, es ganador del premio Pulitzer.
- En la serie Supergirl, Kara Danvers, personaje interpretado por Melissa Benoist, es ganadora del Premio Pulitzer, por su investigación y su artículo escrito contra Lex Luthor.
- En el primer episodio de la serie "V. La Miniserie Original", la periodista Kristine Walsh (Jenny Sullivan) es nombrada Portavoz Oficial de los Visitantes. Esta le explica a su novio, el también periodista Mike Donovan (Marc Singer), que tiene la obligación periodística de aceptar ese cargo ya que, en el momento en el que los Visitantes se marchen, podrá, como mínimo, escribir un libro narrando su experiencia, libro que podría, casi con total seguridad, ganar un Premio Pulitzer, dada la primicia y exclusividad de contar al público una experiencia y unas vivencias de tal envergadura.

- En el sexto episodio de la serie general (o primer episodio de "V. La Serie"), se repite una escena similar cuando Mike Donovan le cuenta a Martin (Frank Ashmoore) que la condena por haber robado el helicóptero de un estudio de televisión se compensaría con un Premio Pulitzer si con el robo consiguían averiguar, localizar y fotografiar el escondite de Diana (Jane Badler), huida y profuga de la justicia.